# ورزشگاه دراگو
{{جعبه ورزشگاه فوتبال
| نام ورزشگاه         =ورزشگاه دراگو
| لقب                 =
| تصویر               =
|زیرنویس  =[[یوفا][پرونده:Nuvola apps mozilla.png|12px]]
| نام کامل            =
| محل                  = پورتو، پرتغال
| تاریخ شروع ساخت     =
| تاریخ در حال ساخت   =
| تاریخ بازگشایی      = ۱۶ نوامبر ۲۰۰۳
| تاریخ بازسازی       =
| تاریخ توسعه یافتن    =
| تاریخ بسته شدن      =
| تاریخ خراب شدن      =
| مالک                =
| گرداننده            = باشگاه فوتبال پورتو
| نوع زمین            = چمن
| هزینه ساخت          = ۹۸ میلیون یورو
|طراح = مانوئل سالگادو
| مهندس ساختمان       =
| مدیر پروژه          =
| نام‌های سابق        = ورزشگاه دراگون
| مستأجرها           =
|خانه = تیم ملی فوتبال پرتغال (بعضی مسابقات)
باشگاه فوتبال پورتو (۲۰۰۳-اکنون)
| گنجایش              = ۵۲٬۳۹۹ نفر
| ابعاد               =
}}
ورزشگاه دراگو یا ورزشگاه دراگون (اژدها) (به پرتغالی: Estádio do Dragão) ورزشگاهی در پورتو، پرتغال و ورزشگاه خانگی باشگاه فوتبال پورتو است.
این ورزشگاه در سال ۲۰۰۳ میلادی ساخته شده و ظرفیت آن ۵۲٬۳۹۹ نفر است.
ورزشگاه دراگو میزبان جام ملت‌های اروپا ۲۰۰۴ بوده‌است.

## مسابقات جام ملت‌های اروپا ۲۰۰۴

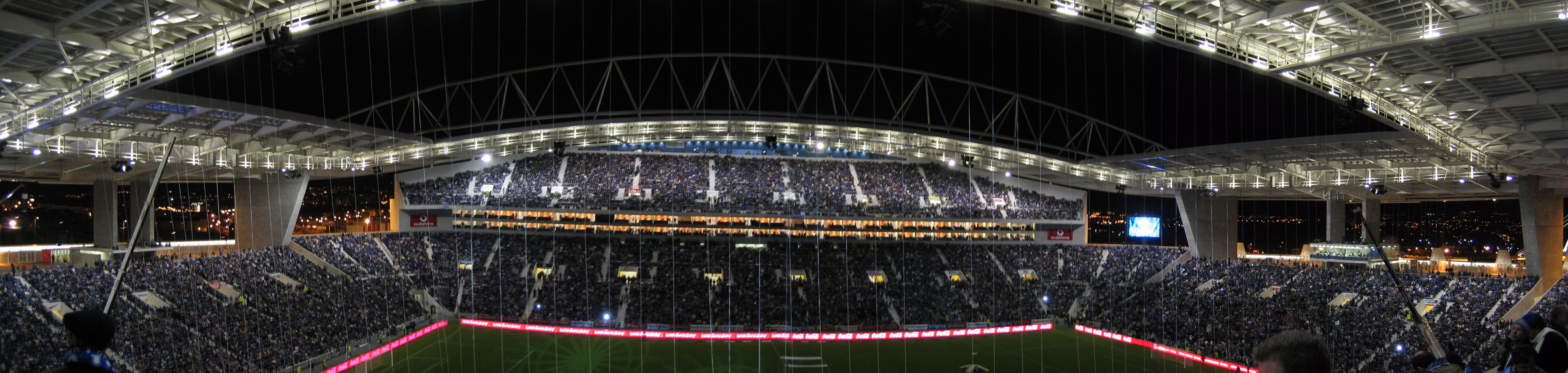

| #  | تاریخ          | نتیجه | حریف         | مسابقه                              |
| -- | -------------- | ----- | ------------ | ----------------------------------- |
| ۱. | ۱۲ ژوئن ۲۰۰۴   | ۱–۲   | یونان        | جام ملت‌های اروپا ۲۰۰۰               |
| ۲. | ۱۲ اکتبر ۲۰۰۵  | ۳–۰   | لتونی        | مرحله مقدماتی جام جهانی فوتبال ۲۰۰۶ |
| ۳. | ۲۱ نوامبر ۲۰۰۷ | ۰–۰   | فنلاند       | مرحله مقدماتی جام ملت‌های اروپا ۲۰۰۸ |
| ۴. | ۲۸ مارس ۲۰۰۹   | ۰–۰   | سوئد         | مرحله مقدماتی جام جهانی فوتبال ۲۰۱۰ |
| ۵. | ۸ اکتبر ۲۰۱۰   | ۳–۱   | دانمارک      | مرحله مقدماتی جام ملت‌های اروپا ۲۰۱۲ |
| ۶. | ۷ اکتبر ۲۰۱۱   | ۵–۳   | ایسلند       | مرحله مقدماتی جام ملت‌های اروپا ۲۰۱۲ |
| ۷. | ۱۶ اکتبر ۲۰۱۲  | ۱–۱   | ایرلند شمالی | مرحله مقدماتی جام جهانی فوتبال ۲۰۱۰ |